# Johann Lukas Sickert
Johann Lukas Sickert (* 7. Februar 2000 in Wolfen) ist ein deutscher Schauspieler. Einem größeren Publikum wurde er ab 2007 durch seine Rolle des Bastian Marquardt in der Serie In aller Freundschaft bekannt.

## Filmografie (Auswahl)
- seit 2007: In aller Freundschaft (Fernsehserie, Rolle Bastian Marquardt)
- 2009: Bei uns und um die Ecke (Fernsehserie, Rolle Moritz Grundmann)

## Synchronarbeiten (Auswahl)
- 2009: Das Orangenmädchen
- 2012: Der Schmetterlingsjäger

## Hörspiele (Auswahl)
- 2008: Weihnachten im Leuchtturm auf den Hummerklippen